# Ulf Kristiansson
Ulf Ragnar Kristiansson (5 giugno 1983) è un allenatore di calcio svedese, tecnico del Brommapojkarna insieme a Fredrik Landén.

## Carriera
Nel 2001 ha iniziato a ricoprire il ruolo di allenatore all'interno del settore giovanile dell'AIK, incarico che ha mantenuto fino al 2003 quando è passato alle giovanili dell'Hammarby. Tra il 2004 e il 2006 invece ha allenato con i giovani del Forward. Nel frattempo, nel 2005 è stato anche co-allenatore della prima squadra dell'FC Café Hälls militante in Division 6, mentre dal 2006 al 2007 ha guidato la squadra maschile dello Stene IF prima in Division 4 e poi in Division 5.
Dal 2007 al 2013 ha lavorato per la Federcalcio svedese come performance analyst. Durante questo periodo, nel 2010, ha svolto questa mansione per un breve intervallo anche presso la Federcalcio nigeriana quando il CT della nazionale maggiore era lo svedese Lars Lagerbäck, coadiuvato dall'assistente connazionale Roland Andersson.
Tra il 2011 e il 2013 è stato assistente allenatore della nazionale femminile Under-19 della Svezia. Dal maggio 2013 fino al termine della stagione 2015 è tornato all'AIK come parte dello staff tecnico, ricoprendo in particolare il ruolo di video analista tattico. Nel 2016 e 2017 ha guidato le nazionali giovanili femminili svedesi Under-15 e Under-17. Dal 2018 al 2021 è stato CT della nazionale femminile svedese Under-23.
Kristiansson ha iniziato la stagione 2021 come assistente tecnico dell'Örebro, fino a quando, a giugno, ha accettato la proposta di diventare capo allenatore dell'Hammarby TFF, la squadra di sviluppo dell'Hammarby. Al momento del suo arrivo, la squadra occupava il penultimo posto in classifica nel campionato di Ettan Norra 2021, ma a fine torneo è riuscito a centrare una difficile salvezza ottenuta all'ultima giornata.
È tornato nel mondo del calcio femminile l'anno seguente, quando è stato uno dei due capi allenatore del Vittsjö GIK al fianco dell'altro tecnico Thomas Mårtensson. Sulla panchina delle rossoblù ha ottenuto un sesto posto nella Damallsvenskan 2022 e un quinto posto nella Damallsvenskan 2023.
Il 18 gennaio 2024 è stato nominato nuovo allenatore della formazione Under-19 maschile del Brommapojkarna.
In vista della stagione 2025, Kristiansson è stato scelto insieme all'altro capo allenatore Fredrik Landén per formare un tandem alla guida della prima squadra, che si apprestava a disputare l'Allsvenskan 2025.